# Первая Багажиашта
Первая Багажиашта или Цанбекуара (абх. Цанбекуара (БаГажәиашҭа I), груз. პირველი ბაგაჟიაშთა [Пирвели Багажиашта]) — село в Абхазии, в Гулрыпшском районе частично признанной Республики Абхазия, согласно административному делению Грузии — в Гульрипшском муниципалитете Абхазской Автономной Республики. Севернее находится село Багажиашта (Вторая Багажиашта), южнее — село Пшап (центр сельской администрации).

## Население
В 1959 году в селе 1-я Багапш-Йашта (Багажиашта I) жило 1345 человек, в основном грузины и армяне. В 1989 году в селе жило 1858 человек, также в основном грузины, а также армяне.